# Glochidion benguetense
Glochidion benguetense är en emblikaväxtart som beskrevs av Adolph Daniel Edward Elmer. Glochidion benguetense ingår i släktet Glochidion och familjen emblikaväxter.
Artens utbredningsområde är Filippinerna. Inga underarter finns listade i Catalogue of Life.